# Marc-Andrea Hüsler
Marc-Andrea Hüsler (Zürich, 24 juni 1996) is een Zwitsers tennisser.

## Carrière
Hüsler werd prof in 2016, in 2018 won hij zijn eerste challenger in het dubbelspel. In 2019 won hij er een in het enkel- en dubbelspel, in 2020 twee in het enkelspel en opnieuw een in het dubbelspel. In 2021 won hij zijn eerste ATP-finale, in het dubbelspel op de ATP Gstaad won hij samen met landgenoot Dominic Stricker. In 2022 won hij zijn eerste ATP-finale in het enkelspel, op de ATP Sofia versloeg hij Holger Rune in twee sets. Hij nam in 2022 ook deel aan twee Grand Slams maar verloor telkens in de eerste ronde.

## Palmares
| Legenda                       | Legenda               |
| ----------------------------- | --------------------- |
| Grand Slam                    |                       |
| Olympische Spelen             |                       |
| tot 2009                      | vanaf 2009            |
| Tennis Masters Cup            | ATP Finals            |
| ATP Masters Series            | ATP Tour Masters 1000 |
| ATP International Series Gold | ATP Tour 500          |
| ATP International Series      | ATP Tour 250          |

### Enkelspel
| Nr.                             | Datum             | Toernooi        | Ondergrond    | Tegenstander in finale   | Score         | Details |
| ------------------------------- | ----------------- | --------------- | ------------- | ------------------------ | ------------- | ------- |
| gewonnen finales herenenkelspel |                   |                 |               |                          |               |         |
| 1.                              | 2 oktober 2022    | ATP Sofia       | Hardcourt (i) | Holger Rune              | 6-4, 7-6      | details |
| verloren finales herenenkelspel |                   |                 |               |                          |               |         |
| gewonnen challengers            |                   |                 |               |                          |               |         |
| 1.                              | 21 april 2019     | San Luis Potosí | Gravel        | Adrián Menéndez Maceiras | 7-5, 7-6      |         |
| 2.                              | 27 september 2020 | Sibiu           | Gravel        | Tomás Martín Etcheverry  | 7-5, 6-0      |         |
| 3.                              | 25 oktober 2020   | Ismaning        | Tapijt        | Botic van de Zandschulp  | 6-7, 7-6, 7-5 |         |
| 4.                              | 10 april 2022     | Mexico-Stad     | Gravel        | Tomás Martín Etcheverry  | 6-4, 6-2      |         |
| 5.                              | 24 april 2022     | Aguascalientes  | Gravel        | Juan Pablo Ficovich      | 6-4, 4-6, 6-3 |         |

### Dubbelspel
| Nr.                              | Datum            | Toernooi      | Ondergrond    | Partner          | Tegenstander in finale                    | Score             | Details |
| -------------------------------- | ---------------- | ------------- | ------------- | ---------------- | ----------------------------------------- | ----------------- | ------- |
| gewonnen finales herendubbelspel |                  |               |               |                  |                                           |                   |         |
| 1.                               | 25 juli 2021     | ATP Gstaad    | Gravel        | Dominic Stricker | Szymon Walków Jan Zieliński               | 6-1, 7-6          | details |
| verloren finales herendubbelspel |                  |               |               |                  |                                           |                   |         |
| gewonnen challengers             |                  |               |               |                  |                                           |                   |         |
| 1.                               | 15 juli 2018     | Winnipeg      | Hardcourt     | Sem Verbeek      | Marcel Granollers Gerard Granollers Pujol | 6-7, 6-3, [14-12] |         |
| 2.                               | 24 februari 2019 | Morelos       | Hardcourt     | André Göransson  | Gonzalo Escobar Luis David Martínez       | 6-3, 3-6, [11-9]  |         |
| 3.                               | 1 november 2020  | Hamburg       | Hardcourt (i) | Kamil Majchrzak  | Lloyd Glasspool Alex Lawson               | 6-3, 1-6, [20-18] |         |
| 4.                               | 14 februari 2021 | Potchefstroom | Hardcourt     | Zdeněk Kolář     | Peter Polansky Brayden Schnur             | 6-4, 2-6, [10-4]  |         |

## Resultaten grote toernooien
| Legenda | Legenda                          |
| ------- | -------------------------------- |
| g.t.    | geen toernooi gehouden           |
| l.c.    | lagere categorie                 |
| –       | niet deelgenomen                 |
| G       | uitgeschakeld in de groepsfase   |
| 1R      | uitgeschakeld in de eerste ronde |
| 2R      | uitgeschakeld in de tweede ronde |
| 3R      | uitgeschakeld in de derde ronde  |
| 4R      | uitgeschakeld in de vierde ronde |
| KF      | uitgeschakeld in de kwartfinale  |
| HF      | uitgeschakeld in de halve finale |
| F       | de finale verloren               |
| W       | het toernooi gewonnen            |
| w-v     | winst/verlies-balans             |

### Enkelspel
| Grandslamtoernooien |    |    |
| Australian Open     | –  | 1R |
| Roland Garros       | –  |    |
| Wimbledon           | 1R |    |
| US Open             | 1R |    |
| Statistieken        |    |    |
| titels per jaar     | 1  | 0  |
| eindejaarsranking   |    |    |